# Équipe d'Angleterre féminine de rugby à XIII
L'équipe d'Angleterre féminine de rugby à XIII, surnommée « The Lionesses » est l'équipe qui représente l'Angleterre dans les principales compétitions internationales de rugby à XIII. Elle regroupe les meilleures joueuses anglaises  
Sans égaler l'Australie dans le domaine, elle bénéficie d'une relative couverture médiatique et d'efforts de promotion certains dans son pays d'origine.   
Au début des années 2020, cette équipe est composée essentiellement de joueuses professionnelles ou semi-professionnelles disputant la Women's Super League.

## Histoire
Cette équipe est issue de l'équipe de Grande-Bretagne, qui, comme chez les hommes, étaient l'unique sélection du Royaume-Uni.
Jusqu'à son éclatement en « Home nations »  en 2007.
L'Angleterre joue alors son premier test-match face à la France le 7 juillet 2007.

## Personnalités et joueuses notables
En 2022, on peut citer Carrie Roberts une militaire qui décide de mettre sa carrière de militaire en parenthèse pour représenter l'Angleterre lors de la coupe du monde de 2021.

## Palmarès

### Parcours dans les compétitions internationales

#### Coupe du monde
| Année | Position         |      | Année            | Position |   | Année | Position |
| 2000  | Non inscrite     | 2013 | Demi-finale (3e) | 2025     |   |       |          |
| 2003  | Non inscrite     | 2017 | Demi-finale      |          |   |       |          |
| 2008  | Demi-finale (3e) | 2021 | Demi-finale      | -        | - |       |          |